# Guariroba
A guariroba (Syagrus oleracea) é uma espécie de palmeira do gênero botânico Syagrus, que pode ser encontrada em uma grande parte do leste do Brasil e nordeste da Bolívia e Paraguai. Também conhecida como gueiroba, gueroba, gariroba, gairoba, palmito-amargoso, catolé, coco-babão, pati-amargoso, coco-amargoso, coqueiro-amargoso.

## Etimologia
O termo "guariroba" origina-se do termo tupi guakuryrob, que significa "guacuri amargo", "coqueiro amargoso" (amargo em tupi é rob). "Catolé" origina-se do termo tupi katu'lé. "Pati" origina-se do tupi pa ti.

## Ocorrência
Floresta estacional semidecidual e cerradões do Brasil (Ceará, Paraíba, Pernambuco, Bahia, Alagoas, Rio Grande do Norte, Tocantins, Goiás, Mato Grosso, Mato Grosso do Sul, Minas Gerais, Espírito Santo, Rio de Janeiro, São Paulo e Paraná), Paraguai e Bolívia.

## Características
Palmeira de estipe solitário ereto, colunar, acinzentado, podendo atingir até vinte metros de altura, copa crispada e deflexa.
Possui folhas grandes de até três metros de comprimento e flores que surgem em cachos durante a primavera até o outono.
O seu fruto levemente elíptico, de coloração verde-amarelada, cujo mesocarpo e amêndoa branca oleaginosa são comestíveis, ocorre em cachos, entre outubro e fevereiro. O cultivo desta palmeira é por sementes, embora cresça espontaneamente nas matas do Centro-oeste e Sudeste do Brasil. Prefere regiões de clima quente e solos bem drenados.

## Usos
Entre seus produtos, destaca-se o palmito ou broto terminal. Considerado por muitos como verdura de sabor amargo (o que de fato é quando comparado aos palmitos doces das espécies da Mata Atlântica), o palmito da guariroba é uma iguaria de largo aproveitamento culinário em alguns estados, inclusive algumas regiões de Goiás e Minas Gerais.
Nas boas receitas de empadão goiano, por exemplo, acompanhamento perfeito para o colorido arroz com pequi, é fundamental a inclusão de bons nacos do palmito amargo da guariroba. Alimento substancial e de tempero bem forte, o recheio desse empadão, juntamente com a guariroba, deve conter pedaços de frango, de preferência coxas, linguiças, batatas e ovos cozidos inteiros ou apenas partidos ao meio e tomates maduros. Também pode ser usado como salada: com tomates-cereja e bastante tempero.
Da semente, se extrai óleo comestível.
A planta é também bastante usada em paisagismo em praças e principalmente em canteiros centrais de ruas e avenidas de cidades do interior de Goiás, como exemplo na cidade de Jataí que ao longo dos anos vem sendo plantando milhares de mudas pela cidade.

## Cultivo
A partir de sementes, que germinam em dois ou três meses.